# Bonhams
Bonhams – jeden z najstarszych domów aukcyjnych założony w Londynie w połowie XVIII wieku, z siedzibą przy 101 New Bond Street. Swoje filie ma także w Nowym Jorku, Hongkongu, Los Angeles, Paryżu, San Francisco, Sydney i Singapurze.
Jego najwięksi rywale to domy aukcyjne Christie’s i Sotheby’s.